# يان ستيوارت (موسيقي)
يان ستيوارت (بالإنجليزية: Ian Stewart )‏ (و. 1938 – 1985 م) هو موسيقي، وعازف لوحة المفاتيح، وRoad manager ‏، وعازف بيانو بريطاني، يستخدم آلات بيانو، والأرغن ذو الأنابيب، وآلة مفاتيح، وماريمبا، وكان عضوًا في الرولينج ستونز، توفي في لندن، عن عمر يناهز 47 عاماً، بسبب نوبة قلبية.

## روابط خارجية
- يان ستيوارت على موقع IMDb (الإنجليزية)
- يان ستيوارت على موقع ميوزك برينز (الإنجليزية)
- يان ستيوارت على موقع رولينغ ستون (الإنجليزية)
- يان ستيوارت على موقع أول ميوزيك (الإنجليزية)
- يان ستيوارت على موقع ديسكوغز (الإنجليزية)
- يان ستيوارت على موقع قاعدة بيانات الفيلم (الإنجليزية)